# 2020年民主党全国大会
2020年民主党全国大会（2020ねんみんしゅとうぜんこくたいかい、英語: 2020 Democratic National Convention）は、2020年8月17日から20日まで開催された民主党全国大会である。
新型コロナウイルスの感染拡大を受けて、史上初のオンライン形式になった。

## 演説
2020年大統領選挙の民主党正副候補に指名されたジョー・バイデンとカマラ・ハリスはもとより、民主党所属の元大統領であるジミー・カーター（音声のみ）、ビル・クリントン、バラク・オバマ、民主党所属の元大統領候補であるジョン・ケリー、ヒラリー・クリントンが演説者として登場した。
また、予備選挙でバイデンと大統領候補の座を争った上院議員エイミー・クロブシャー、上院議員バーニー・サンダース、上院議員エリザベス・ウォーレン、実業家アンドリュー・ヤン、上院議員コリー・ブッカー、サウスベンド市長ピート・ブティジェッジ、元ニューヨーク市長マイケル・ブルームバーグも演説を務めた。
民主党の大会でありながら、共和党に所属する元環境保護庁長官クリスティーン・トッド・ウィットマン、元カリフォルニア州知事候補メグ・ホイットマン、元下院議員スーザン・モリナーリ、前オハイオ州知事ジョン・ケーシック、元国務長官コリン・パウエルも演説に加わった。さらに、2016年大統領選挙ではドナルド・トランプに投票したが今回はバイデンに投票する意向の一般の共和党員も演説者として登場した。
一部の演説は事前に収録されたものだった。

### 基調演説
これまでの民主党全国大会とは異なる雰囲気を演出するため、次世代の民主党を象徴する17人の「新星」が共同で基調演説を務めた。
- ステイシー・エイブラムス（元ジョージア州議会下院少数党院内総務、2018年ジョージア州知事選挙候補）
- ラウメシュ・アクバリ（英語版）（テネシー州議会上院議員）
- コリン・オルレッド（英語版）（アメリカ合衆国上院議員）
- ブレンダン・ボイル（英語版）（アメリカ合衆国上院議員）
- イヴァンナ・キャンセラ（英語版）（ネバダ州議会上院議員）
- キャスリーン・クライド（英語版）（元オハイオ州議会下院議員）
- ニッキー・フリード（英語版）（フロリダ州農務長官）
- ロバート・ガルシア（英語版）（カリフォルニア州ロングビーチ市長）
- マルコム・ケニヤッタ（英語版）（ペンシルベニア州議会下院議員）
- マーロン・キンプソン（英語版）（サウスカロライナ州議会上院議員）
- コナー・ラム（英語版）（アメリカ合衆国下院議員）
- マリ・マヌーギアン（英語版）（ミシガン州議会下院議員）
- ビクトリア・ニーブ（英語版）（テキサス州議会下院議員）
- ジョナサン・ネズ（英語版）（ナバホ・ネイション大統領）
- サム・パーク（英語版）（ジョージア州議会下院議員）
- デニス・ルプレヒト（英語版）（ニューハンプシャー州議会下院議員）
- ランドール・ウッドフィン（英語版）（アラバマ州バーミングハム市長）

ガルシア、ケニヤッタ、パークの3人は同性愛者であることを公表している初めての民主党全国大会基調演説者となった。また、パークは韓国系アメリカ人として初めての基調演説者ともなった。